# Гутинський масив
Гу́тинський масив — низькогірний, порівняно невеликий гірський масив в Українських Карпатах. Лежить у межах Хустського та Виноградівського районів Закарпатської області. Належить до Вигорлат-Гутинського вулканічного пасма. 
Простягається з північного заходу на південний схід, між річкою Тисою і північно-східною частиною Тисо-Дунайської низовини, що у повіті Сату-Маре (Румунія) та в околицях смт Королево (Україна). Головним хребтом масиву (який є вододілом річок Тиси і Туру) проходить українсько-румунський кордон. Довжина масиву — понад 30 км. 
Гутинський масив завершує ланцюг Вигорлат-Гутинського хребта (Вулканічного хребта), що тягнеться на 125 км від Словаччини через Закарпаття до Румунії. Масив складається з базальтів, андезитів, трахітів та їхніх туфів. Всі вони є дуже цінним будівельним матеріалом, запаси якого тут майже невичерпні. 
Деякі гори масиву: Саргеть (394 м), Багно (602 м), Кругляк (520 м), Гостра (577 м), Фекете-Гедь (769 м), Вар-Гедь (589 м) тощо. Найвища вершина — Фрасин (826 м).

## Цікаві факти
- Гутинський масив усіяний численними гостроверхими давньовулканічними горами і горбами, що нагадують велетенські кургани. Особливо багато таких горбів навколо санаторію «Шаян».
- На одній з гір, що на схід від смт Вишково, на висоті бл. 590 м були знайдені залишки стародавнього городища XI—XIII ст. Воно вважається найвищим укріпленням на Закарпатті.
- Північно-західний край масиву прилягає до так званих «Хустських Воріт» — звуженої ділянки річкової долини Тиси біля західної околиці Хуста. У цьому місці лише 1,5 км долини відділяють Гутинський масив від масиву Тупий, який також є частиною Вигорлат-Гутинського вулканічного пасма. Саме від «Хустських воріт» починається рівнина, яка через 80—100 км переходить у Середньодунайську низовину.